# James Gordon Farrell
James Gordon Farrell (25. ledna 1935 Liverpool – 11. srpna 1979 Bantry Bay, Irsko) byl britský romanopisec.
Jeho nejvýznamnějším dílem je tzv. Empire Trilogy (Trilogie impéria) skládající se z Troubles (česky Nepokoje, Odeon 1989), The Siege of Krishnapur (česky Obléhání Krišnapuru, Odeon 1990) a The Singapore Grip (je možné přeložit jako Sevření Singapuru).

## Životopis
Jeho otec Bill (William) Farrell byl Angličan, účetní v Liverpoolu, který jako manažer často cestoval po zemích Dálného východu a Indii, matka Jo (Joanne) byla Angličanka vychovaná na irském venkově. Do Irska se v roce 1945 rodina přestěhovala. Tyto geografické vazby ho zřejmě ovlivnily i v pozdější tvorbě.
Sám později poznamenal, že v Irsku byl považován za Angličana, v Anglii za Ira.
V polovině 50. let odjel do Kanady, kde za 7 měsíců vystřídal několik zaměstnání. Po návratu v roce 1956 začal studovat v Oxfordu právo na Brasenose College, kde se projevoval mj. i jako nadšený sportovec, onemocněl však obrnou, jejíž následky nesl celý zbytek života (měl mj. postiženou pravou ruku). Studium ukončil v roce 1960. Zabýval se rovněž studiem francouzštiny a španělštiny, 2 roky se ve Francii živil jako učitel jazyků.
Svou prvotinu vydal v roce 1963 (A Man From Elsewhere, Muž odjinud), díky ní obdržel dvouroční stipendijní pobyt v New Yorku. Výš zmíněná zkušenost onemocnění obrnou ho inspirovala v díle The Lunge (1965), v roce 1967 vydal další knihu A Girl in the Head (Dívka v hlavě).
Vrcholu své tvorby a uznání Farrell dosáhl volnou trilogií Empire Trilogy (Trilogie impéria) sestávající z děl Troubles (1970), (česky Nepokoje), The Siege of Krishnapure 1973 (česky Obléhání Krišnapuru) a The Grip of Singapore (1978) (český překlad nevyšel, ale překládáno jako Sevření Singapuru). Za Obléhání Krišnapuru obdržel prestižní cenu Booker Prize za rok 1973.
V březnu 1979 se přestěhoval do Bantry Bay (Irsko), kde se 11. srpna (možná až 12. srpna, jednotlivé zdroje se liší) nešťastně utopil při rybolovu (vlna ho smetla do moře a Farrell kvůli svému postižení nemohl dobře plavat). Jeho mrtvola byla vyplavena až o měsíc později. Zemřel ve věku 44 let právě v době, kdy nalezl svůj osobitý rukopis a začínal být známý. V literární kritice je tak dodnes neprávem opomíjený.
Pohřben byl na hřbitově St James’s Church of Ireland poblíž Durrus.

## Dílo a jeho charakteristika
Svou prvotinu vydal v roce 1963 (A Man From Elsewhere, Muž odjinud), díky kterému obdržel dvouroční stipendijní pobyt v New Yorku. Tuto svou prvotinu ovšem později příkře zavrhl.
Poté následoval v podstatě autobiografický román The Lung (Plíce) (1965) motiv nemoci se však v různých podobách vyskytuje ve všech jeho románech) a ne moc úspěšné experimentální dílo A Girl in the Head (Dívka v hlavě) 1967.

### Empire Trilogy
Farrellovým hlavním dílem je tzv. trilogie impéria (Empire Trilogy), v níž se zabývá rozpadem britské říše, který ho fascinoval
Díky této (velmi volné) trilogii se Farrell zařadil po bok skupiny spisovatelů kteří dali v 2. polovině 20. století nový impulz anglicky psanému románu (z této skupiny je patrně nejznámější John Fowles).
Trilogie se skládá z děl Troubles (Nepokoje), The Siege of Krishnapur (Obléhání Krišnapuru) a The Singapore Grip.
První díl trilogie Troubles z roku 1970 pojednává o tzv. nepokojích (angl. The Troubles, jednalo se však v podstatě o povstání) v Irsku v letech 1919–1921, které vyústily ve vznik Irského svobodného státu. Český překlad vyšel pod názvem Nepokoje, původní anglický název však má víc významů, odkazuje mj. na osobní potíže hlavního hrdiny. Román ve své době náhle nabyl na aktuálnosti, koncem 60. let a v 70. letech se totiž politická situace v Severním Irsku znovu vyhrotila (pojem „The Troubles“ od té doby označuje v angličtině primárně tento konflikt). 
Román byl oceněn cenou Faber Memorial Prize pro rok 1971. Už v roce 1987 vyšel slovenský překlad Dušana Slobodníka. V roce 1988 byla kniha dokonce zfilmována (režisér Christopher Morahan, scénář Charles Sturridge) film je však podle všeho spíš průměrný , řadu rysů Farrellova díla je totiž v podstatě nemožné přenést na filmové plátno.
The Siege of Krishnapur z roku 1973 (česky Obléhání Krišnapuru, 1990) je o protibritském povstání sipáhíů v Indii v roce 1857, za kterou v roce 1973 obdržel Booker Prize. Při předávání ceny Booker Prize Farrell obvinil sponzora ceny (společnost Booker-McConell) z vykořisťování jejích černých zaměstnanců v Západní Indii.
Tématem The Singapore Grip (překládáno jako Sevření Singapuru, česky však dosud nevyšlo) z roku 1978 je pád Singapuru (tehdy britské kolonie) za druhé světové války v letech (1941–1942).
Až v roce 1981 (posmrtně) vyšla nedokončená The Hill Station (Stanice v horách).

### Charakteristika Farrellova díla
Farrellova autorská práce je charakteristická podrobným studiem historických pramenů a jejich využitím, Farrell se snažil do příslušného historického období co nejvíc vcítit (při psaní Obléhání Krišnapuru např. dokonce ve velké míře jedl indická jídla).
Odmítal dobové literární experimenty, které považoval z velké části za samoúčelné, vždy chtěl psát o „o něčem“. Zajímá ho jak historické události prožívá konkrétní jedinec, který v dané době žije. Jeho hrdinové pod vlivem těchto událostí projdou určitou proměnou, změní své názory (jež jsou často předsudky) i ideály, Farrell však tuto proměnu nijak nekomentuje.
S nadsázkou lze rovněž říct, že jeho kvalitní romány jsou sledem absurdních a pitoreskních situací a na své hrdiny má tendenci se dívat s určitým nadhledem. Řada pasáží je vyloženě humoristická.
Jako lektor nakladatelství Hutchinson objevil literární talent Beryl Bainbridgeové.

### Přehled děl
- 1963 A Man From Elsewhere, (Muž odjinud)
- 1965 The Lung (Plíce)
- 1967A Girl in the Head (Dívka v hlavě)
- Empire Trilogy:
  - 1970 Troubles (česky Nepokoje, Odeon 1989, přeložil Martin Hilský) 1988 zfilmováno [2]
  - 1973 The Siege of Krishnapur (česky Obléhání Krišnapuru, Odeon 1990, přeložil Jan Starý)
  - 1978 The Singapore Grip (Sevření Singapuru)

Ostatní
- The Pussycat Who Fell in Love with a Suitcase (1973–1974), jediná Farrellova povídka
- 1981 The Hill Station (Stanice v horách, překládáno též jako Rezidence v horách), nedokončeno, vyšlo posmrtně

## Díla o Farrellovi
- 1981 Personal Memories of J. G. Farrell: Derek Mahon, Margaret Drabble, Malcolm Dean, Hilary Spurling, John Spurlingm (statě a memoáry vydané v jednom svazku společně s The Hill Station a Indian Diary) (dle [3])
- 1986 Ronald Binns: J. G. Farrell
- 1979 Bernard Bergonzi: The Contemporary English Novel (Současný anglický román)
- 1997 Derek Mahon: The World of J. G. Farrell,(báseň), říjen 1997
- 2000 Elisabeth Delattre: Histoire et fiction dans Troubles de J. G. Farrell, Etudes Irlandaises, printemps 2000, n° 25-1, pp. 65–80
- 2002 Elisabeth Delattre: Du Monde romanesque au poème : 'The World of J. G. Farrell' de Derek Mahon, Etudes Irlandaises, printemps 2002, n° 27-1, pp. 93–105
- 2003 Elisabeth Delattre: Intégrer, exclure ou la genèse d'une œuvre : Troubles de J. G. Farrell, in Irlande : Inclusion, exclusion, publié sous la direction de Françoise Canon-Roger, Presses Universitaires de Reims, 2003, pp. 65–80.

## Ocenění
- 1971 Faber Memorial Prize za (Troubles)
- 1973 Booker Prize za (The Siege of Krishnapur)